# Wissimski Sapowednik
Wissimski Sapowednik, das Wissimski-Naturschutzgebiet, (russisch Висимский заповедник, wiss. Transliteration Visimskij zapovednik, auch: Visimskiy, Visim Nature Reserve) ist ein russisches Sapowednik (Schutzgebiet mit besonderem rechtlichen Status) im Gebiet der südlichen Taiga in den Niederungen des Mittleren Ural. 2001 wurde es als UNESCO-Biosphärenreservat ausgewiesen. Es ist benannt nach dem alten Dorf Wissim (Висим), dem Heimatort des russischen Schriftstellers Dmitri Mamin-Sibirjak, der das ländliche Leben in der Uralregion beschrieb. Ein Großteil des Schutzgebiets liegt am Westhang des Ural im Quellgebiet des Flusses Suljom, eines rechten Zufluss der Tschussowaja und damit Teil des gigantischen Wolga-Kama-Bassins. Ein Teil am Osthang gehört jedoch zum Einzugsgebiet des Ob. Das Schutzgebiet erstreckt sich somit über die europäisch-asiatische Kontinentalgrenze: Wasser aus dem Gebiet fließt einerseits in das Kaspische Meer durch die Wolga, und andererseits in die Karasee durch den Ob. Das Schutzgebiet liegt im Kirowgrad Distrikt des Oblast Swerdlowsk, etwa 100 km nordwestlich von Jekaterinburg.

## Geographie
Das Sapowednik erstreckt sich auf ein hügeliges Gebiet mit einem bestand von Wäldern, hauptsächlich aus Nadelwald. Das Herz des Schutzgebiets ist mehr oder weniger rechtwinklig, 20 km im Durchmesser, mit viel größeren Pufferzonen, wo Jagd und Angeln verboten sind, nach Norden. Der Ostteil des Schutzgebiets besteht aus Hügeln mit Höhen von 250 bis 300 m (u. a. Gora Kuliga, Гора Кулига 474 m, ⊙; Gora Borovaya Гора Боровая, 527 m, ⊙) und einer maximalen Höhe von 700 m (Bolschoi Sutuk, 699 m). Das Biosphärenreservat umfasst die Zentralregion von Wissimski mit 33.487 ha, sowie eine Pufferzone, die sich über 46.000 ha nach Norden erstreckt und eine Transition Zone, die nochmals weitere 100.000 ha im Norden umfasst. Etwa 5 km westlich erstreckt sich der Hauptteil des Reka Tschussowaja prirodny park (Река Чусовая природный парк, Reka Čusovaja prirodnyj park), der auch ca. 15 km nördlich von Wissimski noch eine Exklave hat. Im Schutzgebiet sind zusätzlich besondere Naturdenkmale ausgewiesen: Starik Kamen (Старик-Камень), Kameschek (Камешек), Kedrownik am Noticha-Fluss (Кедровник на реке Нотихе, Kedrownik na reke Notiche), Urwald in der Nähe des Dorfes Bolshaie Galaschki (Первобытный лес у деревни Большие Галашки, Perwobytny les u derewni Bolschije Galaschki), Aufschlüsse am Sulem-Fluss (Обнажения на реке Сулём, Obnaschenija na reke Suljom), Schaitanskoje-Sumpf (Болото Шайтанское, Boloto Schaitanskoje).

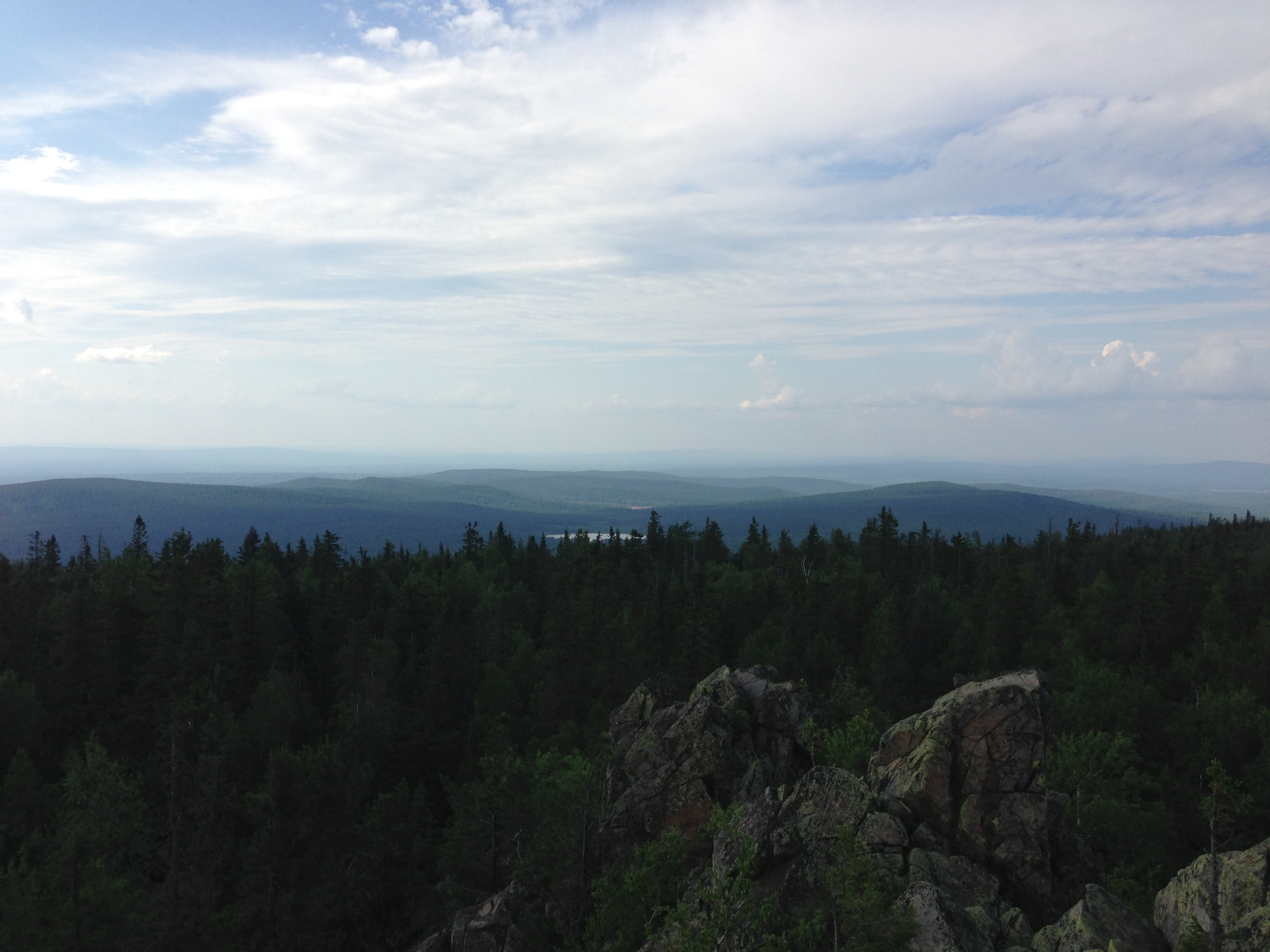
Gora Welaja, in der nördlichen Pufferzone des Wissimski-Biosphärenreservats.

## Geschichte
Das Schutzgebiet war 1946 gegründet worden, wurde 1951 aufgelöst und 1971 wieder eingerichtet. 2001 wurde die Fläche auf die heutige Größe erweitert.

## Klima und Ökoregion
Wissim liegt in der Ökoregion Urals montane Tundra und Taiga im Grenzgebiet zwischen Europa und Asien. Das Gebiet bildet eine Übergangszone zwischen Taiga und Tundra-Vegetation.
Das Klimate ist ein humides Kontinentalklima mit warmen Sommern, nach dem Köppen-Geiger-System mit der Kurzbezeichnung Dfb. Dieses Klima zeichnet sich durch große Temperatur-Amplituden aus, sowohl tageweise, als auch saisonal. Es gibt milde Sommer und kalte, schneereiche Winter. In Wissim dauert die Vegetationsperiode durchschnittlich 141 Tage; der durchschnittliche jährliche Niederschlag liegt bei 600 mm.

## Flora und Fauna
Das Schutzgebiet dient als Referenz für repräsentative Pflanzengemeinschaften der südlichen Ural-Taiga. 56 % der Pflanzenarten der Middle Ural Botanical Region konnten in Wissimski Sapowednik nachgewiesen werden. Wissenschaftliche Studien beschäftigten sich mit Wachstumsmustern in den Urwäldern, Sekundärwäldern (vor allem in den Pufferzonen, wo in den 1950ern Holzeinschlag gemacht wurde) und den Übergangszonen, welche durch Bergbau und andere wirtschaftliche Unternehmungen belastet sind.
Auf dem Gebiet des Reservats gibt es etwa 435 Arten von Gefäßpflanzen.
Das Schutzgebiet ist auch reich an Pilzen. Es wurden 635 Arten und Unterarten von Agaricomycetidae-Pilzen erfasst, von denen 569 Taxa direkt im Schutzgebiet vorkommen. Die Pilzflora wird intensiv untersucht, nur im Zeitraum von 2001 bis 2006 wurden hier 172 neue Arten entdeckt. Es wird angenommen, dass auf dem Territorium etwa 800 Arten von Hut-Pilzen wachsen, was in der Artenvielfalt mit dem Artenreichtum ganzer Regionen wie Perm oder Leningrad vergleichbar ist. Darüber hinaus sind 249 Flechtenarten und 106 Arten von Aphyllophoroidpilzen im Reservat erfasst.
An Tierarten wurden 13 Fischarten, 4 Amphibien, 4 Reptilien, 48 Arten Säugetiere und 181 Vogelarten gezählt. Außerdem wurden 1322 Arten Wirbellose gefunden, darunter 267 Spinnentiere. Die 998 Arten Insekten teilen sich in 462  Käfer, 55 Gleichflügler (Homoptera), 158 Schmetterlinge, 125 Hymenoptera, und 91 Diptera.
Elch, Wolf, Braunbär sind die größten Säugetiere. Daneben kommen viele Kleinsäuger vor.
Während Stürmen 1995 und Waldbränden 1998 und 2010 entstanden schwere Schäden im Reservat und nur etwa 1.500 ha Urwald blieben unberührt. 86 % des Gebiets ist bewaldet Sibirische Fichte, Waldkiefer und Birken sind die Hauptbäume in den Sekundärwäldern.

## Ökologische Bildung und Zugang
Als strenges Naturreservat ist Wissimski Sapowednik für die Öffentlichkeit nicht zugänglich, wobei Wissenschaftler und Personen mit einem Ökologischen Bildungsanspruch nach Rücksprache mit der Schutzgebietsverwaltung Zugang erhalten. Es gibt mehrere 'ökotouristische' Routen im Schutzgebiet, für die jedoch im Voraus Zugangserlaubnis eingeholt werden muss. Öffentlicher Zutritt ist in den Pufferzonen etwas leichter. Die Verwaltung des Schutzgebiets befindet sich Kirowgrad.